# Limanowa
Limanowa ([lʲima'nɔva]; tyska: Ilmenau; jiddisch: לימינוב Liminuv) är en stad i södra Polen, belägen 50 kilometer sydöst om Kraków. Staden hade 15 138 invånare (2016).
Den är känd från slaget vid Limanowa under första världskriget mellan den 5 december och 12 december 1914.

## Vänorter
- Niles, USA
- Truskavets, Ukraina
- Dolný Kubín, Slovakien

## Kända personer från Limanowa
- Zygmunt Berling, general
- Maciej Kot, backhoppare
- Justyna Kowalczyk, längdskidåkare